# Jean-Louis Danguillaume
Jean-Louis Danguillaume (Joué-lès-Tours, 14 de desembre de 1949 - Ídem, 1 de maig de 2009) va ser un ciclista francès que fou professional entre 1974 i 1978.
El seu pare André, el seu oncle Camille i el seu germà Jean-Pierre també van ser ciclistes professionals.

## Palmarès
- 1970
  - Vencedor d'una etapa al Tour de Loir i Cher
- 1971
  - Vencedor d'una etapa al Tour de Loir i Cher
- 1973
  - 1r al Circuit de l'Indre
  - Vencedor d'una etapa a la Volta a Polònia
- 1974
  - Vencedor d'una etapa al Tour de l'Avenir
- 1975
  - Vencedor d'una etapa al Tour del Llemosí
- 1976
  - 1r al Circuit de l'Indre i vencedor d'una etapa